# Mickey Haller
Michael "Mickey" Haller mladší je literární postava vytvořená Michaelem Connellym v roce 2005 v románu Advokát. Haller je právním obhájcem působícím v okrese Los Angeles. Jeho nevlastním bratrem je detektiv Hieronymus "Harry" Bosch, další dobře známá Connellyho postava, se kterým má společného otce. Série knih s Mickeym Hallerem momentálně čítá pět knih, z nichž ta poslední vyšla v roce 2013.
Filmová adaptace knihy Advokát s Matthewem McConaugheym v hlavní roli Mickeyho Hallera byla uvedena na jaře 2011. V České republice byl film distribuován pod názvem Obhájce.

## Biografie

### Stručný životopis
Haller je výrazně mladší než jeho nevlastní bratr Harry Bosch. Když Bosch poprvé poznal svého otce, Michaela Hallera staršího, byl už dospělým, zatímco Mickeymu bylo teprve pět let. Michael Haller starší byl velice známý obhájce v celém okrese Los Angeles. Hallerova matka se narodila v Mexiku a sám Haller v knize Pátý svědek tvrdí, že "trochu vypadá jako by pocházel z jižní strany hranice." O Hallerově dětství je toho známo jen velmi málo. Víme, že jeho otec zemřel krátce po setkání s Boschem, a že po svém otci zdědil pistoli Colt Woodsman, což je zmíněno v knize Advokát. Haller se vydal v otcových stopách a stal se právním obhájcem. Většina toho co Haller o svém otci ví pochází z přečtených právnických knih a z historek, které mu o jeho otci vyprávěli soudci a právníci, kteří s ním spolupracovali.

### Osobní život
Haller byl dvakrát ženatý a dvakrát se rozvedl. Nejprve s Maggie McPhersonovou, se kterou má dceru Hayley, a poté s Lornou Taylorovou. McPhersonová působí jako žalobce v úřadu státního návladního v okrese Los Angeles a u obhájců si vysloužila přezdívku McTerorsonová. Rozvedli se hlavně kvůli tomu, že jejich kariéry se ubíraly zcela opačným směrem - Haller obhajoval obviněné kriminálníky, zatímco McPhersonová se je snažila dostat za mříže. I nadále však spolu udržují blízký vztah, který již několikrát přerostl v krátký intimní poměr. Taylorová momentálně pracuje jako Hallerova manažerka případů a je provdaná za Hallerova vyšetřovatele Dennise "Cisca" Wojciechovského. Haller udržuje dobré vztahy s oběma svými bývalými manželkami a svou dceru má ve střídavé péči. V knize Rozsudek ráže 9 je odhaleno, že ho dcera může navštěvovat každou středu a každý druhý víkend. V knize Pátý svědek se však dozvídáme, že tohle je pouze oficiální dohoda a ve skutečnosti se Haller vídá se svou dcerou mnohem častěji.
Ve svých soudních procesech Haller postupně využívá služeb dvou vyšetřovatelů. První z nich, Raul "Mish" Levin byl zavražděn v průběhu knihy Advokát. Přezdívku "Mish" mu dal Haller, když se dozvěděl o jeho předcích, kteří představují takový mexicko židovský mišmaš. Jeho druhý vyšetřovatel Wojciechovsky býval členem motorkářského gangu "Road Saints", jehož členy Haller často zastupoval. Přezdívku Cisco mu dali členové jeho gangu podle Cisco Kida. Poprvé se objevil v knize Rozsudek ráže 9.
Haller získal přezdívku "Právník z Lincolna", protože nejraději pracuje na zadním sedadle svého vozu Lincoln Town Car a nerad se zdržuje v kanceláři. V knize Pátý svědek si však dočasně pronajme kancelář s roční smlouvou. Tou dobou má spoustu klientů, kterým hrozí propadnutí hypotéky a ztráta domu, a tak si najme jako společnici Jennifer "Bullocksovou" Aronsonovou, která je čerstvou absolventkou Southwestern Law School - právnické fakulty sídlící v budově někdejšího obchodního domu Bullocks na Wilshire Boulevard.
V knize 9 draků se Haller objeví v malé roli jako právník Harryho Bosche. Podezřelý z vraždy v této knize v jeden okamžik dokonce tvrdí, že mu alibi může poskytnout Matthew McConaughey. Haller taky navrhuje, že by se jejich dcery (Harryho Maddie a Mickeyho Hayley) měly vzájemně poznat. Později se spolu setkají v průběhu knihy Zrušený rozsudek. Ke konci této knihy se objeví zmínka o filmové adaptaci knihy Advokát s Matthewem McConaugheym v hlavní roli.
Fakt, že často zastupuje vinné klienty, je Hallerovi občas nepříjemný, a tohle téma se objevuje ve všech knihách v sérii. Dvakrát se dokonce postaví na stranu žalobců. V knize Zrušený rozsudek je jmenován speciálním žalobcem v opakovaném procesu s Jasonem Jessupem, který byl usvědčen z vraždy malé dívky a nedávno byl osvobozen na základě nových testů DNA. Haller vytvoří tým s McPhersonovou a Boschem a společně se pokusí Jessupa znovu usvědčit. Na konci knihy Pátý svědek pak Haller ohlásí kandidaturu na okresního státního zástupce za podpory Maggie McPhersonové.

## Série knih s Mickeym Hallerem
| Název                   | Funkce         | Partner a spolupracovníci | Klient                                                                    |
| ----------------------- | -------------- | --- | ------------------------------------------------------------------------- |
| Advokát (2005)          | Právní obhájce | Lorna Taylorová (asistentka), Raul Levin (soukromý vyšetřovatel) | Louis Roulet - obviněný ze znásilnění a vraždy                            |
| Rozsudek ráže 9 (2008)  | Právní obhájce | Harry Bosch (policejní vyšetřovatel), Lorna Taylorová (asistentka), Dennis "Cisco" Wojciechowski (soukromý vyšetřovatel)                                                 | Walter Elliot - obviněný z vraždy                                         |
| Zrušený rozsudek (2010) | Žalobce        | Maggie McPhersonová (druhý žalobce), Harry Bosch (hlavní vyšetřovatel obžaloby)                                                                                          | speciální žaloba proti Jasonu Jessupovi - muži obviněnému z vraždy dítěte |
| Pátý svědek (2011)      | Právní obhájce | Jennifer "Bullocksová" Aronsonová (asistentka obhájce), Lorna Taylorová (asistentka), Dennis "Cisco" Wojciechowski (soukromý vyšetřovatel)                               | Lisa Trammel - obviněná z vraždy                                          |
| Bohové viny (2013)      | Právní obhájce | Jennifer "Bullocksová" Aronsonová (asistentka obhájce), Lorna Taylorová (asistentka), Dennis "Cisco" Wojciechowski (soukromý vyšetřovatel), David "Legal" Siegel (rádce) | Andre LaCosse - obviněný z vraždy                                         |
| Přeběhlík (2015)        | Právní obhájce | Harry Bosch (soukromý vyšetřovatel) | Leland Foster - obviněný z vraždy                                         |